# Orquestra Pau Casals
A Orquestra Pau Casals foi uma orquestra sinfônica espanhola com sede na cidade de Barcelona, fundada em 1919, e dirigida pelo compositor e violocelista Pau Casals, que existiu em Barcelona entre 1920 e 1937.[carece de fontes?]